# Yuasa Toshiko

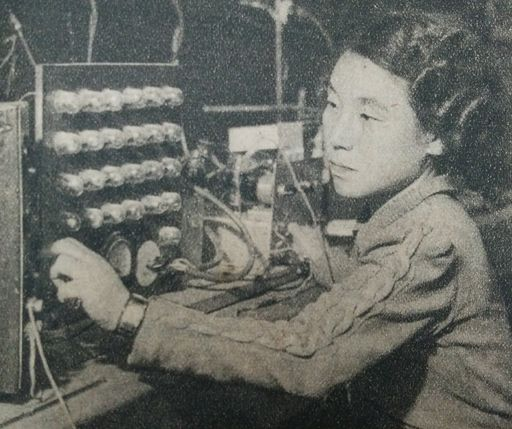
Toshiko Yuasa, 1947

Yuasa Toshiko (japanisch 湯浅 年子; geboren 11. Dezember 1909 in Ueno, Stadtbezirk Taitō, Präfektur Tokio; gestorben 1. Februar 1980 in Paris) war eine japanische Kernphysikerin. Sie gilt als erste Physikerin Japans.

## Leben und Wirken

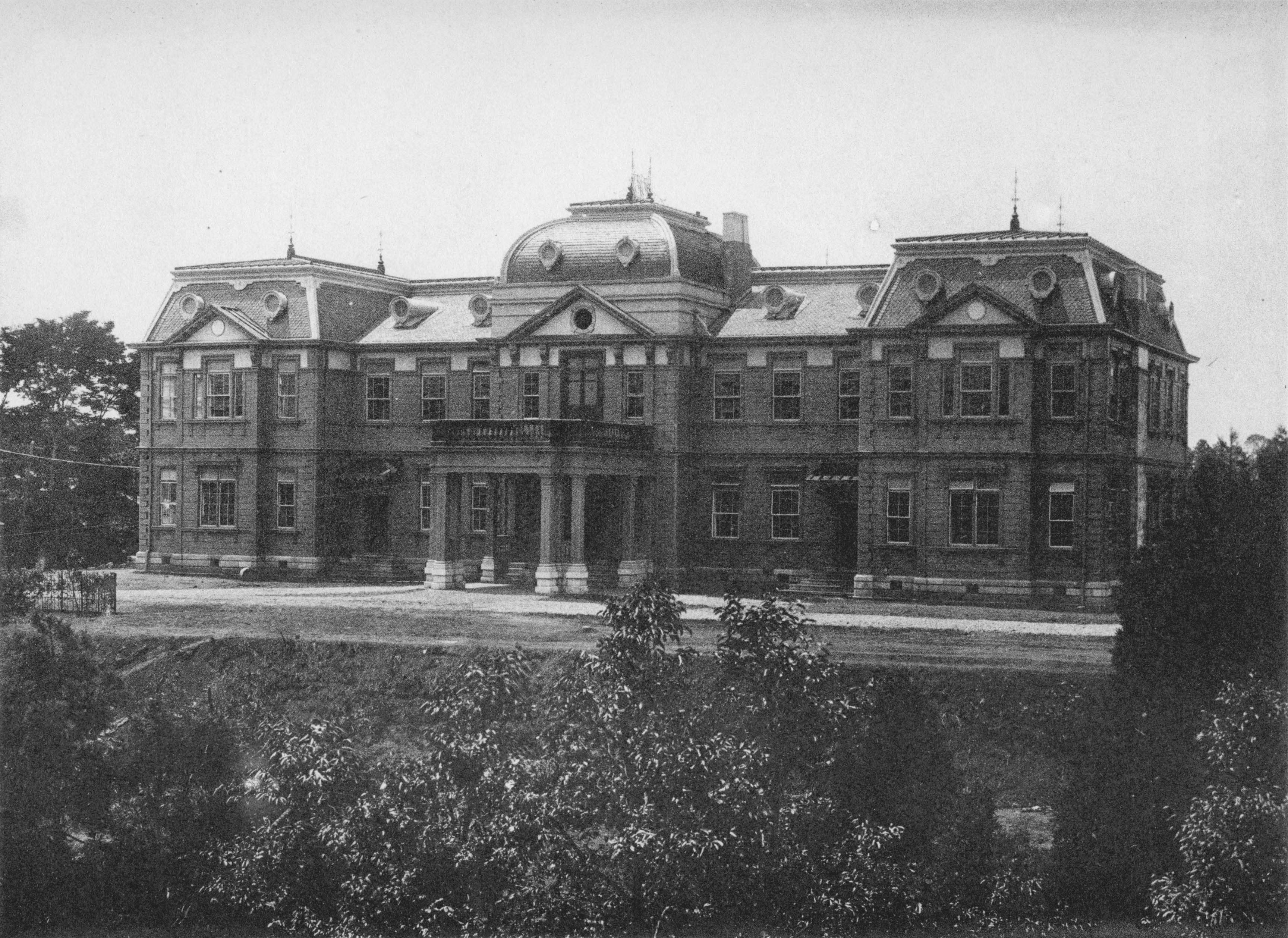
Hauptgebäude der Bunrika-Universität, an der Toshiko studierte

Toshiko wurde 1909 als sechstes von sieben Kindern in Ueno in Tokio geboren. Ihr Vater Tōichirō Yuasa stammte aus der Präfektur Fukui, hatte in Tokio Maschinenbau studiert und für das japanische Patentamt gearbeitet. Als er in Rente ging, erfand er den weltweit ersten vollautomatischen Webstuhl für Seidenstoffe. Auch Toshikos älterer Bruder Fujio Tachibana war Ingenieur und befasste sich mit Kernreaktoren und Luft- und Raumfahrttechnik.
Als Toshiko vier Jahre alt war, brannte das Haus der Familie Yuasa nieder, sodass sie in den Stadtteil Ushikoshigaya umzogen. Von 1916 an besuchte sie die Ichigaya-Grundschule. 1919 brannte auch ihre Schule nieder, woraufhin Toshiko zur Aijitsu-Grundschule wechselte. Im Anschluss an die Grundschule ging Toshiko von 1922 zur höheren Mädchen-Normalschule Tokio (heute die Frauenuniversität Ochanomizu), wo sie sich auf Naturwissenschaften konzentrierte. Dort wurde sie u. a. von Kano Yasui, einer der ersten japanischen Botanikerinnen und der ersten in Naturwissenschaften promovierte Japanerin, unterrichtet. Als Toshiko 1931 ihre Schullaufbahn beendete, hatte sie sich entschlossen Physikerin zu werden und an der Kaiserlichen Tōhoku-Universität zu studieren. Schlussendlich jedoch entschied sie sich an der Bunrika-Universität in Tokio als erste Japanerin Physik zu studieren. Sie beendete 1934 ihr Studium mit einer Arbeit zur Atom- und Molekülspektroskopie und wurde im Anschluss Assistentin an der Bunrika-Universität.
Von 1935 an unterrichtete Toshiko an der Universität für Frauen Tokio und gab Vorlesungen. 1937 begann sie als Assistenzlehrkraft auch am höheren Frauenausbildungsinstitut in Tokio zu unterrichten. In dieser Zeit gewann Toshiko den Eindruck, dass die Möglichkeiten zu eigener Forschung für sie als Frau sehr beschränkt waren und die Spektroskopie möglicherweise eine Sackgasse sein würde. In der Universitätsbibliothek begann sie die Schriften von Irène Joliot-Curie und Frédéric Joliot-Curie zu lesen und begeisterte sich für deren Arbeit über die Radioaktivität. Auch die Vorstellung, dass die beiden in Frankreich als Ehepaar forschten, gefiel ihr. Frankreich besaß zu jener Zeit ein Programm, um Auslandsstudenten einzuladen, an französischen Universitäten zu studieren. Toshiko bewarb sich und nahm 1938 an den Prüfungen teil, bestand die schriftliche, fiel jedoch bei der mündlichen Prüfung durch. Sie ließ sich nicht entmutigen und wiederholte die Prüfungen sehr erfolgreich im darauf folgenden Jahr. Zusammen mit dem Studenten Michi Kataoka, der sich mit französischer Literatur befasste, wurde Toshiko als erste Auslandsstudentin für Frankreich ausgewählt.
1939 jedoch stand bereits der Zweite Weltkrieg vor der Haustür und zudem wurde bei Toshikos Vater Magenkrebs diagnostiziert. Obgleich die Ärzte von einer Lebenserwartung von nur einem Jahr ausgingen, befürwortete ihr Vater Toshikos Ambitionen, sodass sie trotz der Widrigkeiten nach Frankreich reiste. Dort angekommen begann sie sich am Institut Curie mit Radium zu befassen, doch die Arbeit gestaltete sich schwierig, da die Forschungsinstitute bereits unter der Kontrolle des Militärs standen, wodurch der Zugang für Ausländer erschwert war. Toshiko führte viele Gespräche mit dem französischen Außenministerium, das für das Programm verantwortlich war, um mit Irène Joliot-Curie und Paul Langevin zusammenarbeiten zu können. Es gelang ihr, am Forschungsinstitut für Kernchemie des Collège de France, an dem Frédéric Joliot-Curie forschte, mitzuarbeiten.
Sie untersuchte die Stabilität von 5He beim Beschuss von Beryllium mit Neutronen. Als Anfang Mai 1940 der Westfeldzug der Wehrmacht begann, wurde es zu gefährlich, in Paris weiterzuarbeiten. Frédéric Curie schickte Toshiko daher nach Bordeaux. Da Toshiko in Bordeaux nicht forschen konnte, stimmte Frédéric Curie kurz darauf ihrer Rückkehr nach Paris Ende Mai zu. Nur einen Monat später wurde nach dem Waffenstillstand von Compiègne Paris besetzt und das Forschungsinstitut geschlossen. Da Frankreich recht schnell einer Gemeinschaftsforschung mit Deutschland zustimmte, konnte das Institut im September 1940 seine Arbeit fortsetzen. Toshiko begann unter Frédérics Anleitung sich mit Impuls und der Energie während des Kernzerfalls zu befassen, wozu sie Experimente in einer Nebelkammer durchführte. Im Januar 1941 starb ihr Vater.
Ihr Forschung mündete 1943 in der Veröffentlichung ihrer Doktorarbeit mit dem Titel „Contribution à l'étude du spectre continu des rayons β− émis par les corps radioactifs artificiels“. Aufgrund des Dreimächtepakts und der Zusammenarbeit zwischen Deutschland und Japan wurde für Toshiko die Lage in Paris zusehends diffiziler. Im August 1944 rief die Botschaft alle Japaner zur Rückkehr auf, sodass Toshiko nach Berlin umziehen musste. Toshiko, die ihre Arbeit in Deutschland fortsetzen wollte, erhielt die Erlaubnis, im Forschungsinstitut von Otto Hahn zu arbeiten. Im Juni 1944 jedoch wurde das Kaiser-Wilhelm-Institut für Chemie durch einen Bombenangriff zerstört, woraufhin Hahn seine Forschung in Tailfingen fortsetzte. Toshiko erhielt kurz vor ihrer Abreise nach Tailfingen die Nachricht, dass sich die Front auf die Stadt zubewegte. So ging zwar Toshikos Wunsch, mit Otto Hahn zu arbeiten, nicht in Erfüllung, doch konnte sie auf Empfehlung Hahns ihre Arbeit bei Christian Gerthsen von Dezember 1944 in Berlin-Dahlem für eine Weile weiterführen. Nach der Kapitulation Deutschlands im Mai 1945 wurde Toshiko nach Moskau und von dort zurück nach Japan geschickt.
Toshiko war entsetzt ihre Heimatstadt durch die Luftangriffe auf Tokio verwüstet vorzufinden. Kaum war sie zurückgekehrt, ereilte sie ein weiterer Schicksalsschlag. Ihre Mutter erkrankte im Juli 1944 so schwer, dass sie in der Folge am 23. Juli starb. Sie nahm ihre Arbeit an der Frauenuniversität Ochanomizu auf, wurde jedoch kurz darauf in die Präfektur Nagano evakuiert. Als sie die Nachricht vom Abwurf einer neuartigen Bombe am 6. August auf Hiroshima hörte, verstand sie sofort, dass es sich um ein Atombombe handelte. Toshiko kehrte nach dem Ende des Pazifikkriegs im September nach Tokio zurück und dachte darüber nach, wie sie ihre Arbeit fortsetzen sollte. Irène Curie hatte ihr vorgeschlagen in Japan ein Radium-Forschungsinstitut aufzubauen und sie hatte eine von Marie Curie gemessene Probe mit Radiumsalzen erhalten. Um Irènes Erwartungen zu entsprechen, begann Toshiko zu untersuchen, ob es Lagerstätten von Radium-Mineralien in Japan gibt. Sie nahm ihr Forschung zur Betastrahlung wieder auf und besuchte den Physiker Yoshio Nishina am RIKEN. Im November jedoch wurden das Zyklotron und die physikalischen Geräte des RIKEN auf Anweisung des SCAP zerstört, wodurch Toshiko keine Möglichkeit mehr blieb, Experimente durchzuführen. Toshiko vertiefte sich daraufhin eine Weile ins Schreiben und Abhalten von Vorlesungen. 1949 erhielt Toshiko ein Telegramm von Frédéric, in dem er sie fragte, ob sie die Arbeit in Paris wieder aufnehmen wolle. Toshiko packte umgehend ihre Koffer und verließ Japan ein zweites Mal Richtung Paris.
Offiziell fuhr Toshiko zu einer Auslandsreise für die Ochanomizu-Universität nach Paris. Als die Höchstdauer für Auslandsreisen 1952 erreicht war, kündigte sie an der Ochanomizu-Universität und wurde Forscherin in Paris. Im Oktober 1955 wurde sie dann offiziell Mitarbeiterin am Nationalen Zentrum für wissenschaftliche Forschung (CNRS). Toshiko arbeitete die nächsten 18 Jahre im Kernforschungsinstitut, nahm an internationalen Konferenzen teil und korrespondierte mit japanischen Studenten. 1969 kehrte sie nach Japan zurück. Ein Jahr später verschlechterte sich ihr Gesundheitszustand, sodass sie sich 1973 einer Magen- und Gallenoperation unterzog.
1974 wurde Toshiko 65 Jahre alt und erreichte das Rentenalter. Trotz Personalabbaus am CNRS konnte Toshiko emeritiert als Forscherin honoris causa weiterarbeiten. 1976 wurde sie für ihre Leistungen und ihre Verdienst um den japanisch-französischen Kulturaustausch mit der Ehrenmedaille am violetten Band ausgezeichnet. Zusammen mit Takuji Yanabu, ihrem Counterpart in Japan, beförderte sie die Gemeinschaftsforschung zwischen Frankreich und Japan.
Am 30. Januar 1980 verschlechterte sich Toshikos Gesundheitszustand so sehr, dass sie ins Antoine-Becquerel-Krankenhaus eingeliefert wurde, wo sie am 1. Februar im Alter von 70 Jahren starb. Postum erhielt sie den Orden der Edlen Krone (3. Verdienstklasse). 2002 richtete die Ochanomizu-Universität den Toshiko-Yuasa-Preis ein zur Förderung eines Auslandstudiums in Frankreich für junge Nachwuchsforscherinnen.

## Werke (Auswahl)
- 1947 Kagaku e no michi (科学への道, etwa: Wege zur Wissenschaft)
- 1948 Kuro budō (黒葡萄)
- 1948 Furansu ni omou mon kaie antīmu (フランスに思ふ―もん・かいえ・あんてぃーむ, etwa: Gedanken über Frankreich mon chahier intime)
- 1950 Pari zuisō – 1950nen (パリ随想－1950年, etwa: Verstreute Gedanken über Paris bis 1950)
- 1951 Hōshaseidōigenso to sono seibutsugaku igaku e no ōyō (放射性同位元素とその生物学医学への応用, etwa: Über die praktische Anwendung von Radioisotopen in Biologie und Medizin)
- 1973 Pari zuisō – ra mizēru do ryukkusu (パリ随想―ら・みぜーる・ど・りゅっくす)
- 1977 Zoku-Pari zuisō – ru reiyon vēru (続パリ随想―る・れいよん・ゔぇーる)
- 1981 Pari zuisō 3 musuka no wāru (パリ随想3―むすか・のわーる)